# Farm-Mot 250d
Farm-Mot 250d – lekki ciągnik rolniczy produkowany w Polmot Holding Fabryka Maszyn Rolniczych w Opalenicy, przez wchodzący w skład grupy kapitałowej Pol-mot Holding Farm-Mot Sp. z o.o. w latach 1996 - 1999 r. we współpracy z chińskim Changchun Tractor Works.

## Dane techniczne
- liczba cylindrów: 2
- pojemność skokowa: 1630 cm³
- stopień sprężania: 16,5
- moc nominalna silnika – 17,8 kW,
- ilość biegów (przód/tył) – 6/2,
- masa – 1760 kg,
- długość – 3100 mm,
- szerokość – 1550 mm,
- wysokość (z kabiną) – 2260 mm,
- rozstaw kół (przednich/tylnych) mm – 1300/1250; 1374,
- jednostkowe zużycie paliwa – 246 g/kWh.